# Ruta 15-CH
La ruta CH-15 es una ruta internacional que se encuentra en el norte Grande de Chile sobre la Región de Tarapacá. En su recorrido de 162,5 km totalmente asfaltados une la ruta 5 Panamericana, Huara e Iquique con el paso fronterizo Colchane-Pisiga, al este de Colchane, en el límite con Bolivia. Forma parte de la ruta interoceánica Brasil-Bolivia-Chile.
La carretera se inicia en Huara en el cruce de la ruta 5 y finaliza en el citado paso fronterizo con opción de traslado hacia Oruro y La Paz. A 1 km del límite se encuentra la aduana de control fronterizo de Colchane, con todos los servicios controladores. 
Además de ser una importante ruta turística hacia el Parque nacional Volcán Isluga, esta vía es declarada como una de las más caras de Chile, debido a las grandes inversiones que se han tenido que hacer en reparaciones, además de tener algunos tramos con peligrosas curvas. Su construcción data de la década de los años 1980.

## Ciudades y localidades
Los accesos inmediatos a ciudades y localidades, y las áreas urbanas por las que pasa esta ruta de oeste a este son:

### Región de Tarapacá
Recorrido: 162 (kilómetro 0 a 162).
- Huara y control policial de Carabineros (kilómetro 0)
- Acceso a Huarasiña y San Lorenzo de Tarapacá (km 23)
- Acceso a Pachica (km 33), acceso a Mocha (km 56)
- Acceso a Usmagama (km 68)
- Mirador Alto Chusmiza (km 72)
- Acceso a Chusmiza (km 74)
- Mirador Chusmiza (km 81)
- Posada Huanca (km 117)
- Quebe (km 129)
- Acceso a Escapiña (km 155)
- Acceso a Cotasaya y Pisiga Choque (km 155)
- Acceso a Isluga (km 156)
- Central Citani (km 158)
- Colchane (km 161)
- Pisiga Carpa (km 162).

## Cambio a ruta internacional
El 20 de abril del 2007 en Iquique, el entonces ministro de Obras Públicas Eduardo Bitrán bajo el gobierno de la presidenta Michelle Bachelet, firmó el protocolo de acuerdo para ejecutar los trabajos de mejoramiento integral de la ruta, dándole, además el carácter de carretera internacional bajo el nombre de Ruta 15 CH (antes llamada A-55 con categoría de ruta regional primaria), formando parte del Eje Internacional ruta interoceánica Brasil-Bolivia-Chile, cuyo rol fue ratificado por el decreto MOP N.º 126 del mismo año.